# Királypatkány
A királypatkány (Uromys rex) az emlősök (Mammalia) osztályának a rágcsálók (Rodentia) rendjébe, ezen belül az egérfélék (Muridae) családjába  tartozó faj.

## Előfordulása
Kizárólag a Salamon-szigeteken, azon belül Guadalcanal szigetén honos. A természetes élőhelye elsődleges trópusi nedves erdők.

## Megjelenése
Nagytestű rágcsáló, testhossza 60 centiméter, testtömege pedig 2 kilogramm, farokmintázata mozaikos.

## Életmódja
A fákon él. A királypatkány életmódjáról keveset tudunk.